# Sara Jane Lippincott

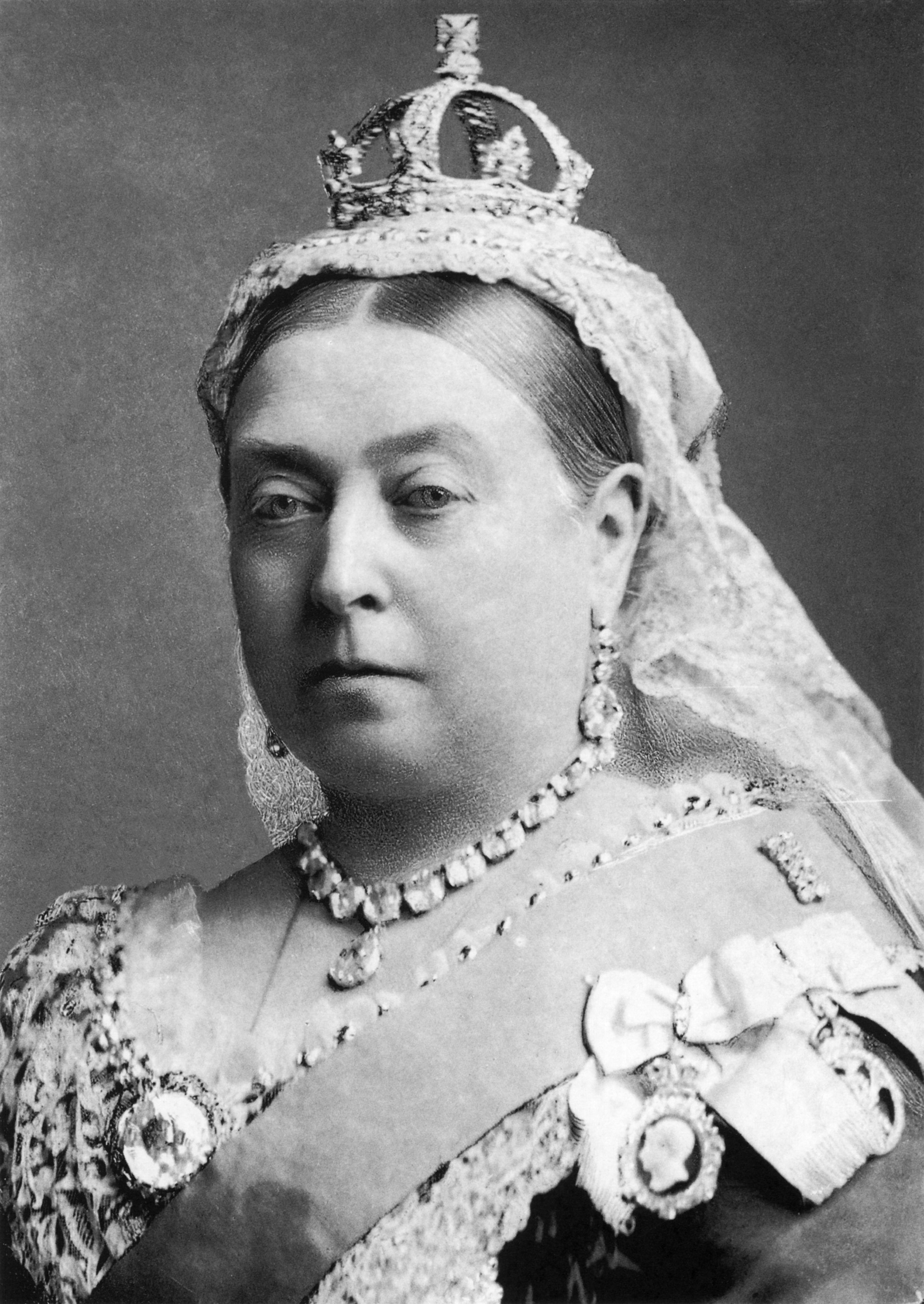
Królowa Wiktoria

Sara Jane Lippincott (ur. 1823, zm. 1904) – poetka amerykańska, pisząca pod pseudonimem Grace Greenwood.

## Życiorys
Urodziła się 23 września 1823 w miejscowości Pompey w stanie Nowy Jork. Była córką Thaddeusa Clarke’a (1770-1854) i Sary (Sarah) Debory (Deborah) Baker Clarke (1781-1874). Miała dziesięcioro rodzeństwa. Chodziła do szkoły w Rochester w stanie Nowy Jork. W 1853 wyszła za mąż za Leandera K. Lippincotta (1831-1896). Miała jedną córkę, Annę Lippincott Winslow (1854-1943). Zmarła 20 kwietnia 1904 w New Rochelle w stanie Nowy Jork. 

## Twórczość
Sara Jane Lippincott była dziennikarką, poetką i prozaiczką. W 1851 wydała tomik Poems. Jest autorką między innymi poematów Ariadne i Pygmalion. Od 1844 współpracowała z pismami New Mirror i Home Journal. Była pierwszą kobietą-korespondentką New York Timesa. Napisała też biografię królowej Wiktorii Queen Victoria. Her Girlhood And Womanhood (1883).